# Anne Mather
Mildred Grieveson (Inglaterra, 10 de outubro de 1946) conhecida pelos pseudônimos Anne Mather, Caroline Fleming  e Cardine Fleming, é uma das maiores escritoras inglesas de ficção romântica da atualidade, já tendo vendido (2006) mais de 85 milhões de livros no mundo todo [carece de fontes?]. Seu primeiro romance, "Caroline", foi publicado em 1966 e teve sucesso imediato.
Anne Mather escreveu mais de 150 romances, sendo um dos último, Paixão Selvagem, um best seller de grande êxito mundial. Seus livros foram traduzidos para diversos idiomas e editados em muitos países. Sua obra "Leopard in the Snow" tornou-se um filme de sucesso e seu romance, "Stormspell", também um best seller.

### Como Anne Mather

#### Traduzido para o português
.  Tudo acabado entre nós (1980)
- Diamante de fogo (1993)
- Dez anos depois (1994)
- Apaixonada por uma ilusao (1994)
- Traiçâo em familia (1995)
- Doce veneno (1995)
- O calor da paixâo (1995)
- Rebeliâo secreta (1996)
- Un homem para duas mulheres (1996)
- Uma estranha relaçâo (1996)
- Escada para o paraíso (1996)
- Amores condenados (1996)
- Amor comprado (1996)
- Presa a ti (1997)
- Missao perigosa (1997)
- Volta a amar-te (1998)
- Pecados de família (1998)
- Ilusôes perdidas (1999)
- Apenas meu amante (1999)
- Vingança por amor (1999)
- Desejo traiçoeiro (1999)
- Paixáo inesquecível (1999)
- Voltar a apaixonar-se (2000)
- Prazeres proibidos (2000)
- Culpado por engano (2000)
- Uma noite de desejo (2001)
- Um noivo milionário (2001)
- Um homem entre duas mulheres (2001)
- Pecados inocentes (2002)
- Uma mulher misteriosa (2003)
- Terríveis suspeitas (2003)
- O irmão do seu marido (2003)
- Por amor a um homem (2003)
- Pecado de sedução (2004)
- Enredos e mentiras (2004)
- Amante proibida (2005)
- Noite de amor italiana (2005)
- Inocência selvagem (2005)
- Uma única noite de amor (2005)
- Sedução e inocência (2006)
- Dormir com um estranho (2006)
- Amargo despertar (2006)
- Sombras do passado (2007)
- Coisas do coração (2007)

#### Em inglês
- Caroline (1965)
- Masquerade (1966)
- Beloved Stranger (1966)
- Design for Loving (1966)
- Arrogance of Love (1968)
- Enchanted Island (1969)
- Dangerous Enchantment (1969)
- Dangerous Rhapsody (1969)
- Legend of Lexandros (1969)
- Tangled Tapestry (1969)
- Who Rides the Tiger (1970)
- Lord of Zaracus (1970)
- Sweet Revenge (1970)
- Moon Witch (1970)
- Arrogant Duke (1970)
- Master of Falcon's Head (1970)
- Charlotte's Hurricane (1970)
- Pleasure and the Pain (1971)
- Reluctant Governess (1971)
- Storm in a Rain Barrel (1971)
- Seen by Candlelight (1971)
- Sanchez Tradition (1971)
- All the Fire (1971)
- High Valley (1971)
- Living with Adam (1972)
- Distant Sound of Thunder (1972)
- The Autumn of the Witch (1972)
- Dark Enemy (1972)
- Monkshood (1972)
- Prelude to Enchantment (1972)
- Night of the Bulls (1972)
- No Gentle Possession (1973)
- The Shrouded Web (1973)
- Jake Howard's Wife (1973)
- Mask of Scars (1973)
- White Rose of Winter (1973)
- Chase a Green Shadow (1973)
- Legacy of the Past (1973)
- Savage Beauty (1973)
- Waterfalls of the Moon (1973)
- Leopard in the Snow (1974)
- Innocent Invader (1974)
- Silver Fruit Upon Silver Trees (1974)
- Rachel Trevellyan (1974)
- Dark Moonless Night (1974)
- Witchstone (1974)
- Japanese Screen (1974)
- Dark Venetian (1975)
- Pale Dawn, Dark Sunset (1975)
- Country of the Falcon (1975)
- Dark Castle (1975)
- Take What You Want (1975)
- Come the Vintage (1975)
- For the Love of Sara (1975)
- Come Running (1976)
- Valley Deep, Mountain High (1976)
- Beware the Beast (1976)
- Forbidden (1976)
- Devil's Mount (1976)
- The Smouldering Flame (1976)
- Wild Enchantress (1976)
- Alien Wife (1976)
- The Medici Lover (1977)
- A Trial Marriage (1977)
- Born Out of Love (1977)
- Charade in Winter (1977)
- The Devil in Velvet (1977)
- Loren's baby (1978)
- Rooted in Dishonour (1978)
- Scorpions' Dance (1978)
- Proud Harvest (1978)
- Follow Thy Desire (1978)
- Captive Destiny (1978)
- Fallen Angel (1978)
- Hell or High Water (1979)
- The Judas Trap (1979)
- Lure of Eagles (1979)
- Melting Fire (1979)
- Apollo's Seed (1979)
- Images of Love (1980)
- Sandstorm (1980)
- Spirit of Atlantis (1980)
- Whisper of Darkness (1980)
- Castles of Sand (1981)
- A Haunting Compulsion (1981)
- Innocent Obsession (1981)
- Forbidden Love (1981)
- Duelling Fire (1981)
- Edge of Temptation (1982)
- Smokescreen (1982)
- Stormspell (1982)
- Impetuous Masquerade (1982)
- Season of Mists (1982)
- Passionate Affair (1982)
- Green Lightning (1983)
- Sirocco (1983)
- An Elusive Desire (1983)
- Cage of Shadows (1983)
- Wild Concerto (1983)
- Moondrift (1984)
- Act of Possession (1985)
- Hidden in the Flame (1985)
- Stolen Summer (1985)
- Forbidden Flame (1985)
- Pale Orchid (1985)
- An All Consuming Passion (1985)
- Longest Pleasure (1986)
- Night Heat (1987)
- Burning Inheritance (1987)
- Trial of Innocence (1988)
- *Dark Mosaic (1989)
- A Fever in the Blood (1989)
- A Relative Betrayal (1990)
- Indiscretion (1990)
- Blind Passion (1991)
- Such Sweet Poison (1991)
- Betrayed (1991)
- Diamond Fire (1991)
- Dangerous Sanctuary (1992)
- Guilty (1992)
- Tidewater Seduction (1992)
- Rich as Sin (1992)
- A Secret Rebellion (1993)
- Snowfire (1993)
- Tender Assault (1993)
- Strange Intimacy (1994)
- Brittle Bondage (1994)
- Raw Silk (1994)
- Treacherous Longings (1995)
- A Woman of Passion (1995)
- Relative Sins (1996)
- Wicked Caprice (1996)
- Dangerous Temptation (1997)
- Dishonourable Intent (1997)
- Long Nights Loving (1997)
- Shattered Illusions (1997)
- Sinful Pleasures (1998)
- Pacific Heat (1998)
- Morgan's Child (1998)
- Her Guilty Secret (1999)
- The Baby Gambit (1999)
- A Trial of Marriage (1999)
- The Millionaire's Virgin (2000)
- Innocent Sins (2000)
- All Night Long (2000)
- Savage Innocence (2001)
- A Rich Man's Touch (2001)
- The Spaniard's Seduction (2002)
- His Virgin Mistress (2002)
- Hot Pursuit (2002)
- Alejandro's Revenge (2003)
- Sinful Truths (2003)
- The Rodrigues Pregnancy (2004)
- In the Italian's Bed (2004)
- The Forbidden Mistress (2004)
- Savage Awakening (2005)
- Sleeping with a Stranger (2005)
- The Virgin's Seduction (2006)
- Innocence Betrayed (2006)
- Stay Through The Night (2006)
- Jack Riordan's Baby (2006)
- The Pregnancy Affair (2007)